# Henry Duhamel
Pour les articles homonymes, voir Duhamel.
Henry Duhamel, né à Paris le 9 décembre 1853 et mort à Gières (Isère) le 7 février 1917 est un alpiniste et un pionnier du ski français. Introduisant la pratique du ski dans son cercle d'amis à Grenoble, il est ainsi à l'origine de la création du premier ski-club de France.

## Biographie

### Un sportif bourgeois
Henry Duhamel naît à Paris en 1853 puis s'installe en 1872 à Gières, près de Grenoble en raison de problème de santé. Là, le jeune bourgeois parisien développe un goût prononcé pour la montagne, pratique la randonnée, l'escalade, la course et l'attelage à cheval et s'efforce de devenir un sportif accompli.

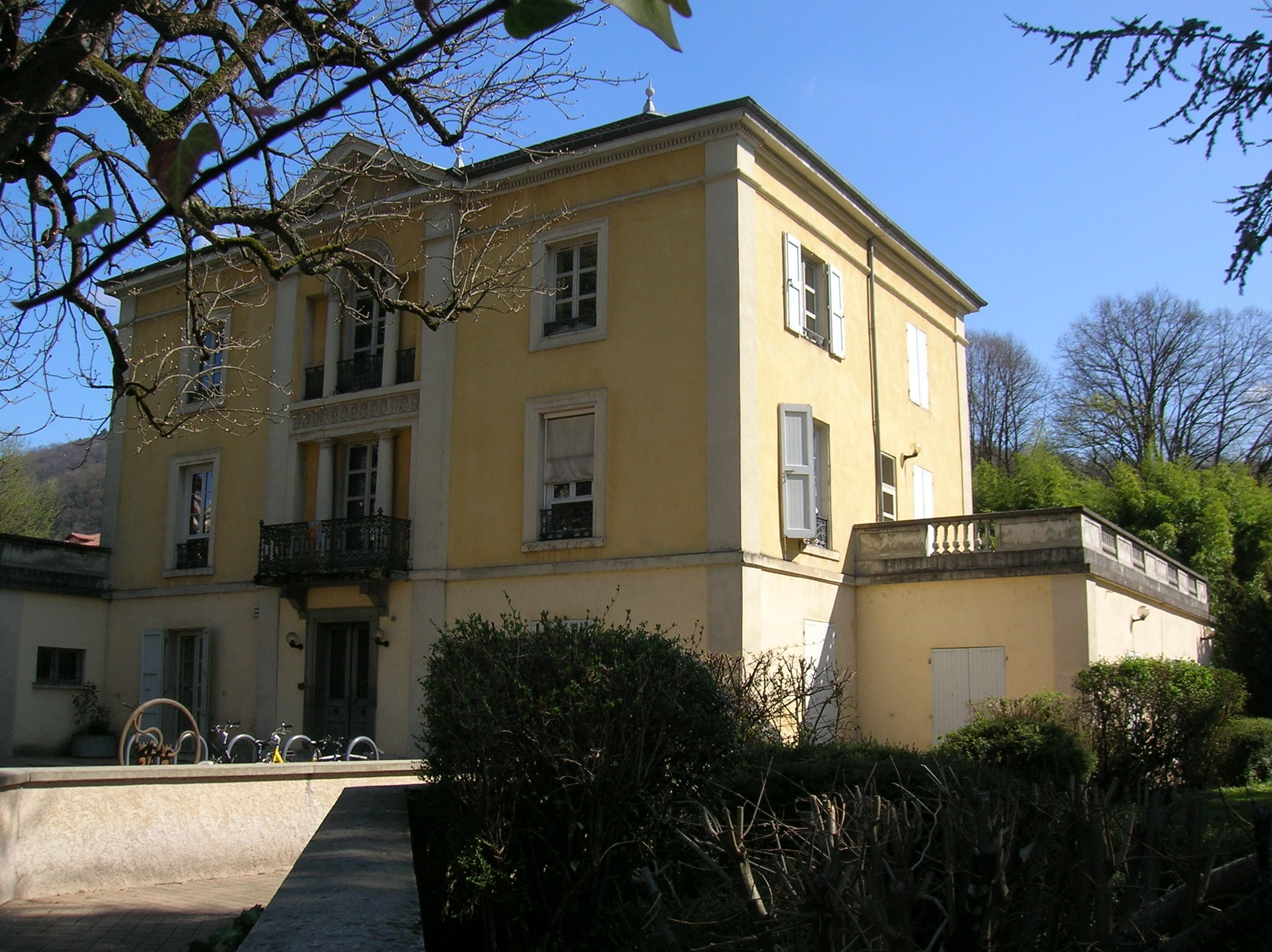
L'Armandière devenue Le Clos d’Espiés, la maison de Duhamel à Gières.

En 1874, l'amoureux des montagnes fonde la section de l'Isère ou section grenobloise du club alpin français et entreprend de conquérir les sommets du massif du Mont-Blanc. En 1875, en compagnie du Baron Emmanuel Boileau de Castelnau et du guide Alexandre Tournier, il tente l'ascension du Pic occidental de la Meije sans parvenir au sommet. Une seconde tentative, l'année suivante par la face sud le mène jusqu'au pied d'une muraille qu'il juge infranchissable. Et c'est finalement Boileau de Castelnau avec son guide Pierre Gaspard qui parvient en 1877 à vaincre le sommet, empruntant le premier chemin tracée par Henry Duhamel. Henry Duhamel se tourne alors vers d'autres sommets, tant en France qu'en Kabylie et réalise vingt-trois premières dont le pic Gaspard en 1878, l'arête sud du pic Lory en 1880 avec le guide Pierre Gaspard et son fils.

### Un pionnier du ski

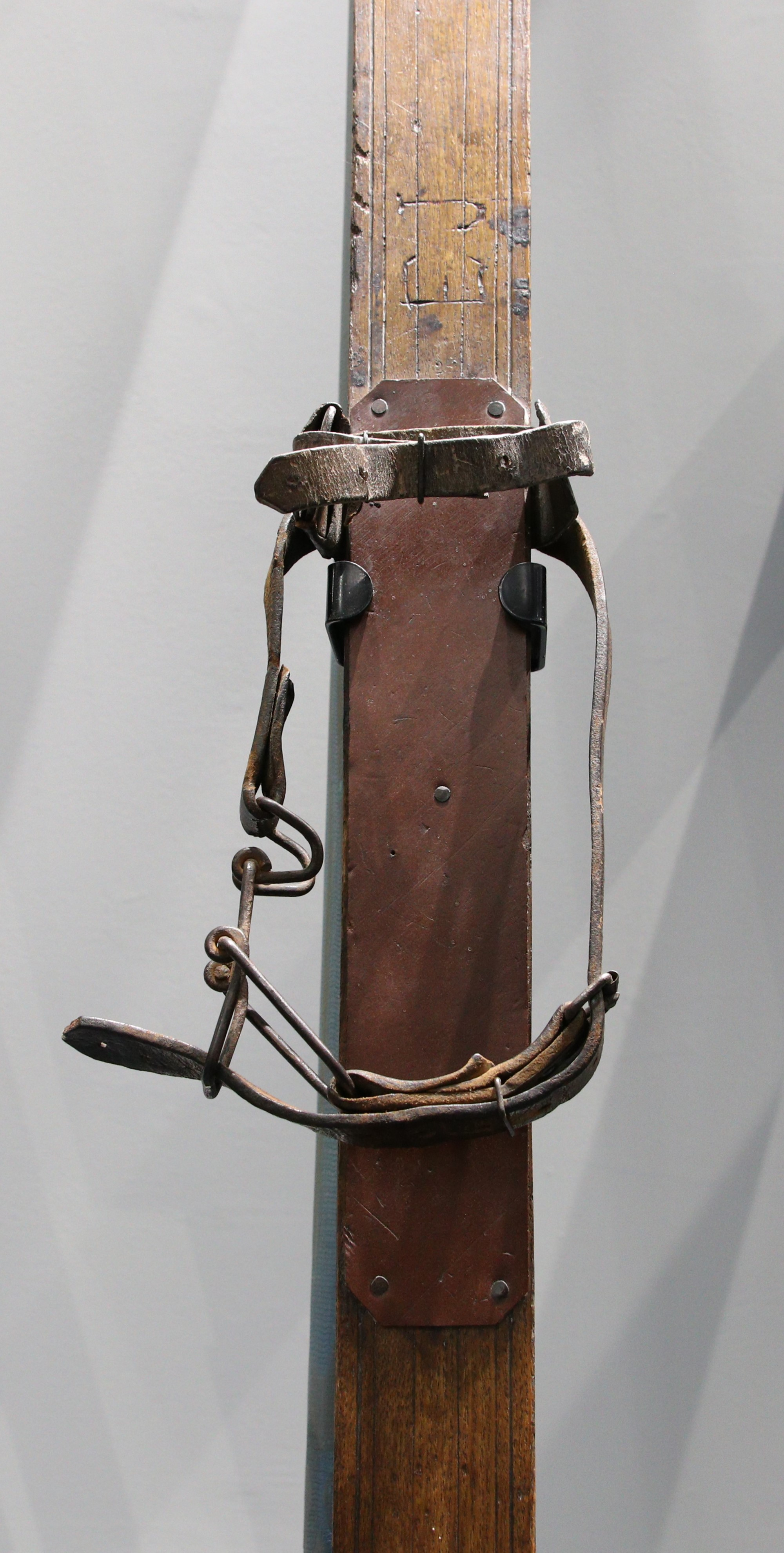
Détail de l'attache d'un ski en bois du début du XXe siècle de Duhamel, exposé au Musée dauphinois.

Henry Duhamel se déplace en toutes saisons dans les superbes montagnes du Dauphiné, mais l'hiver reste une saison problématique. Le cheval et l'usage du traineau tracté par un attelage trouvent des limites lorsque la neige atteint des hauteurs vertigineuses. Le bouillant sportif ne trouve plus moyen de rester en forme avec des exercices en plein air. Il songe alors à randonner en raquettes. Mais il lui semble qu'elles ne sont pas au point pour la randonnée et il ne parvient pas à en faire fabriquer de façon satisfaisante à semelles larges. 
En 1878, soucieux de trouver de grandes raquettes canadiennes, il visite l'exposition universelle de Paris, et un représentant norvégien affable lui fait découvrir les longues et étroites planchettes que ses compatriotes scandinaves emploient en hiver. Il achète la décoration du stand des Royaumes unis de Suède et de Norvège, ce sont des patins à neige traditionnels, planches en bois destinées à glisser sur la neige qui ont été présentés habilement par un Norvégien. De retour dans les Alpes, il comprend que la fixation sous forme de simple lacet est complexe et faute d'une maîtrise de ce lien avec une chaussure adaptée, le maladroit va mettre plusieurs années à en comprendre le fonctionnement. En 1889, disposant de meilleures fixations bricolées par un artisan, il réussit à Chamrousse un essai concluant, qui se termine par une culbute finale. Il entreprend alors un voyage en Finlande en 1890, déjà familiarisé et initié sur le terrain avec des Lapons, il en comprend le maniement, les essais sont concluants, le ski devient un exercice agréable et un plaisir de tourisme, dans l'air vivifiant. Heureux, Henry Duhamel importe quatorze paires de skis, munis de bonnes fixations fabriquées en Norvège et s'empresse au fil des années de les distribuer à ses amis. En novembre 1895, quelques-uns de ses amis sportifs, skieurs suffisamment émérites, décident de se rassembler dans un ski-club à l'imitation des anglo-saxons. L'association voit ses statuts reconnus officiellement le 1er février 1896. Le ski, loisir bourgeois et citadin, naît en France.
Le premier président du ski-club des Alpes est le fondateur du Rocher-Club, Ernest Thorant. Henry Duhamel a décliné la présidence, car il ne réside pas à Grenoble. Le 1er mars 1896, une première séance commune et festive sous l'œil des journalistes alpins est organisée en présence d'un officier  moniteur de l'armée suédoise sous forme d'un trajet Lans-en-Vercors à Autrans, avec retour par la Croix-Perrin. Le Moniteur Dauphinois en publie d'abondants comptes rendus dès le 7 mars 1896. La presse alpine détaille à longueur de colonnes la technique et le matériel. La longueur des skis doit être proportionnelle à la taille du skiste (skieur) et à sa capacité de marche (foulée et longueur de jambe). L'appui ou l'équilibre doit être obtenu sans le bâton, qui n'est qu'un poussoir, un impulseur, un frein. Il ne sert que de canne au repos.
De plus en plus, les historiens du ski mettent en doute les propos tenus par Duhamel concernant ses essais en 1878, car il est le seul à le déclarer de façon tardive en 1908, alors que le ski à la mode parvient à son premier apogée. On ne peut pas attribuer la première hivernale de la Croix de Belledonne à Henry Duhamel, car nous avons les preuves photographiques que cette première a été réalisée par Maurice Allotte de La Fuÿe le 23 février 1890.
Sympathisant du monde sportif de la montagne, il reste qu'il cherche à faire partager sa passion aux autres en publiant de nombreux articles pour le CAF, un Guide du Haut Dauphiné en 1887 avec la collaboration de William Auguste Coolidge et Félix Perrin et un hommage aux troupes alpines : Au pays des  Alpins en 1899. Il réalise en 1889, une topographie en couleur du massif des Écrins qui culmine au mont Pelvoux.

### Une fin tragique
En 1914, Henry Duhamel est affecté au 28e bataillon alpin de chasseurs à pied. Il est chargé d'organiser la formation des troupes se rendant sur le front des Vosges. Officier instructeur sur la base d'un engagement volontaire, il aurait pu poursuivre sa dernière mission militaire jusqu'à soixante-dix ans. Il meurt en 1917 des suites douloureuses d'une chute dans la cour de la caserne de Bonne. En hommage à cet alpiniste, une rue de Grenoble, une avenue de Gières et une autre à Chamrousse portent son nom. Un médaillon a aussi été inauguré à Chamrousse sur l'ancienne gare inférieure du téléphérique.

## Publications

### Ouvrages
- Henry Duhamel, Lettre de H. Duhamel sur l'origine du nom du village de Ws ("sic" pour Wy), près de Gisors, 4 avril 1872 (BNF 38795386)
- Henry Duhamel, Tentatives d'ascension au Pic Occidental de la Meije ou Aiguille du Midi de la Grave (Hautes-Alpes), 1876, 27 p. (lire en ligne)
- Henry Duhamel, Explorations dans le massif du Pelvoux, 1879, 47 p. (BNF 30370187)
- Henry Duhamel, La Barre des Écrins (4,103 mètres)..., 1881, 22 p. (BNF 30370178)
- Henry Duhamel, Entre la Romanche et le Vénéon, 1881, 17 p. (BNF 30370186)
- Henry Duhamel, De Vallouise à Chamonix, 1885, 40 p. (BNF 34133013)
- Henry Duhamel, Les chalets et refuges dans les Alpes dauphinoises, 1886, 15 p. (BNF 35688376)
- Henry Duhamel, Félix Perrin et William Auguste Coolidge, Guide du Haut-Dauphiné, 1887, 442 p. (BNF 30370190)
- Henry Duhamel, Félix Perrin et William Auguste Coolidge, Supplément du Guide du Haut-Dauphiné, 1890, 90 p. (BNF 35611487)
- Adolphe Joanne et Henry Duhamel, Itinéraire général de la France : Alpes dauphinoises en deux parties. Première partie contenant 4 cartes, 5 plans et un panorama, 1892 (BNF 44514161)
- Henry Duhamel, Grenoble considéré comme centre d'excursions alpestres. Allevard, Uriage, La Motte, Grande-Chartreuse, La Salette, Vercors, Oisans, Briançonnais, etc., etc.,, 1893, 118 p. (BNF 30370188)
- Alexandre-Frédéric-Jacques Masson de Pezay et Henry Duhamel, Noms, situations et détails des vallées de la France le long des grandes Alpes dans le Dauphiné et la Provence et de celles qui descendent des Alpes en Italie, depuis la Savoie jusqu'à la vallée de Saint-Etienne au comté de Nice, 1894 (BNF b34098024q, lire en ligne)
- Henry Duhamel, La topographie du Haut-Dauphiné : notes historiques sur le massif du Pelvoux, communications entre Oisans et Briançonnais, 1896, 28 p. (BNF 30370196, lire en ligne)
- Henry Duhamel, Au Pays des Alpins, 1902, 231 p. (BNF 34098139)
- Antoine-René de Voyer de Paulmy d'Argenson [présenté et publ. par] Henry Duhamel, Voyage d'inspection de la frontière des Alpes en 1752, 1902, 236 p. (BNF 39013284, lire en ligne)
- Henry Duhamel, Itinéraire de la petite route de Grenoble à Briançon en 1752, Grenoble, 1903, 19 p. (BNF 34117344)
- Henry Duhamel, Note sur la construction de la première carte topographique des Alpes occidentales par T. Borgonio, Grenoble, 1904, 8 p. (BNF 30370195)
- Henry Duhamel et William Auguste Coolidge, Le Col de Galest et le Col de la Galise, Lyon, 1905, 16 p. (BNF 34116940)
- Henry Duhamel et William Auguste Coolidge, Le Col de la Leisse et les Quecées de Tignes, Lyon, 1905, 13 p. (BNF 30370181)

### Cartes
- Henry Duhamel, La Meije et ses environs, esquisse au 1/80 000, 1886 (BNF 40731541, lire en ligne)
- Boiton Duhamel et Henry Duhamel, Plan topographique d'Uriage, 1890 (BNF 40764472)
- Henry Duhamel, Carte du massif du Pelvoux, 1892 (BNF 40760615)
- (en) William Auguste Coolidge, Henry Duhamel et Félix Perrin, The central Alps of the Dauphiny, 1892 (BNF 31086716)
- William Auguste Coolidge, Henry Duhamel et Félix Perrin, Haut-Dauphiné, 1892 (BNF 40760615)
- (en) Henry Duhamel, Maps of the Dauphiny Alps, 1892 (BNF 40728256)
- Boiton Duhamel et Henry Duhamel, Allevard les Bains (Isère) Plan, 1893 (BNF 40750282)
- William Auguste Coolidge, Henry Duhamel et Félix Perrin, Haut-Dauphiné : Carte du massif du Pelvoux, 1892 (BNF 40760615)

### Préface
- Henry Hoek et E. C. Richardson (trad. Louis Arnaud), Le ski, 1908, 167 p. (BNF 31211608)